# Bibulmena
Bibulmena is een geslacht van haften (Ephemeroptera) uit de familie Leptophlebiidae.

## Soorten
Het geslacht Bibulmena omvat de volgende soorten:
- Bibulmena kadjina